# 354

## Esdeveniments
Països Catalans
Resta del món
- Expedició de l'emperador romà Constanci II a Adiabene (o Assíria), que li valgué el títol d’Adiabenicus Maximus
- Com a resultat que els exèrcits romans d'Occident havien estat retirats per l'usurpador Magnenci per combatre Constanci II, hordes de bàrbars francs i alamans creuen el Rin per envair la Gàl·lia i ocupar terres dels helvecis
- Còdex Cronologia de 354, manuscrit il·luminat, obra del cal·lígraf Furius Dionysius Philocalus[1]
- Nomenament de Marcel·lí com a primer bisbe d'Ambrun
- El general jin Huan Wen atacà l'estat dels Jin anteriors
- Els búlgars són esmentats per primer cop a les cròniques

## Naixements
Països Catalans
Resta del món
- 13 de novembre - Tagaste (Algèria): Agustí d'Hipona, un dels pares de l'Església (m. 430).[2]
- Apa Bane (Abu Fana o també sant Fana), ermità copte.

## Necrològiques
- Constanci Gal, cèsar i germà de Julià l'Apòstata.
- Flàvia Júlia Constantina, filla de Constantí I el Gran i venerada per l'església catòlica com a santa Constança
- Ran Zhi, príncep hereu del breu estat xinès de Ran Wei.